# Magyar László (tanár)
Magyar László, születési és 1882-ig használt nevén Ungár Lázár (Zalakoppány, 1865. január 3. – Budapest, 1954. június 5.) polgári iskolai tanár.

## Élete
Ungár Sámuel földbirtokos és Feigelstok Katalin fiaként született. Középiskolai tanulmányait 1875-ben a Sümegi Reáltanodában kezdte, de már a következő évtől Budapesten folytatta. 1880-tól az Országos Izraelita Tanítóképző Intézet hallgatója lett, ahol 1884-ben tett tanítói képesítő vizsgát. Ugyanazon év őszén a budai Paedagogiumban folytatta tanulmányait, ahol 1887-ben a mennyiségtan–természettudományi szakcsoportból nyert polgári iskolai tanári oklevelet. 1888. január 13-tól a székesfőváros szolgálatában állt; az V. kerületi polgári leányiskolában matematikát és fizikát tanított.
Cikkei megjelentek a Polgári Iskolában (1891. Észrevételek a tanítói nyugdíjtörvény revisiójának alapul szolgáló számításokra); a Népnevelők Lapjában (1892. A számtani oktatás történetéből, 1893. A természetrajzi oktatásról az elemi iskolában) és a Polgári iskolai Közlönyben (1901. A polgári iskolai tanárok nyugdíjügye és az országos tanítói nyugdíjalap).

## Családja
1892. július 10-én a budapesti Dohány utcai zsinagógában feleségül vette Janovitz Ilona (1869–?) tanítónőt, Janovitz Albert hivatalnok és Blum Anna lányát.
Gyermekei:
- Magyar Márta (1896–?). Férje Jakab György (1897–?) gépészmérnök.
- Magyar Albert Béla (1898–1961) gépészmérnök. Felesége Miklós Emma.

## Munkái
- Számtan a polgári és felsőbb leányiskolák számára. Budapest, 1895. (2. kiadás 1997., 3. kiadás 1900. Budapest, Kepessy Imrével és Zettner Edével)
- Számtan a polgári fiúiskolák számára. Budapest, 1897. (2. kiadás. Budapest, 1899)